# لائرتز

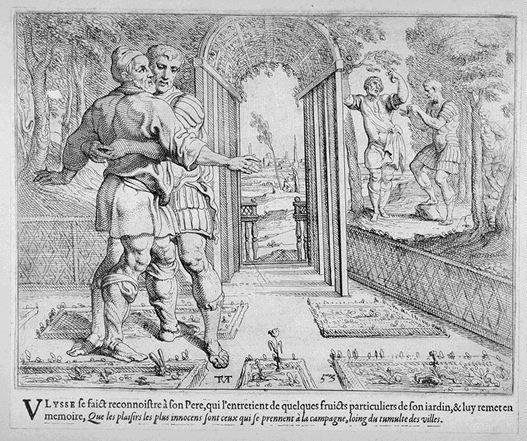
اودیسئوس در بازگشت به ایتاکا با پدرش لائرتز ملاقات می کند (تئودور ون تولدن، 1600)

لائرتز (به یونانی: Λαέρτης, Laértēs) در اساطیر یونان، فرزند آرکسیئوس پادشاه شهر ایتاکا، همسر آنتیکلیا و پدر اودیسئوس قهرمان کتاب ادیسه اثر شاعر یونانی هومر و همچنین کتیمنه خواهر اودیئوس بود. لائرتز یکی از اعضای گروه آرگونات‌ها، و همچنین یکی از کسانی بود که در شکار گراز کالیدونیان نقش داشت. در اواخر عمر، به‌منظور شرکت در آخرین نبرد، آتنا جوانی را به او بازگرداند و در کنار پسرش با اقوام خواستگاران که برای ربودن تخت پادشاهی و همسرش آمده بودند، به‌نبرد برخاست.
در برخی نسخه‌ها گفته شده لائرتز پدر واقعی اودیسئوس نبوده، بلکه سیزیف، پایه‌گذار شهر کورینتوس و کسی که خدای جهان زیرین هادس را فریب داد، پدر او بوده است. در این نسخه سیزیف آنتیکلیا را قبل از ازدواج با لائرتز فریفت و با او هم‌خواب شد و به همین جهت اودیسئوس هوش و ذکاوتش را از پدر واقعی خود سیزیف به ارث برده‌است.